# Calliotropis echidna
Calliotropis echidna is een slakkensoort uit de familie van de Eucyclidae. De wetenschappelijke naam van de soort is voor het eerst geldig gepubliceerd in 1994 door Jansen.